# Mount Tarawera

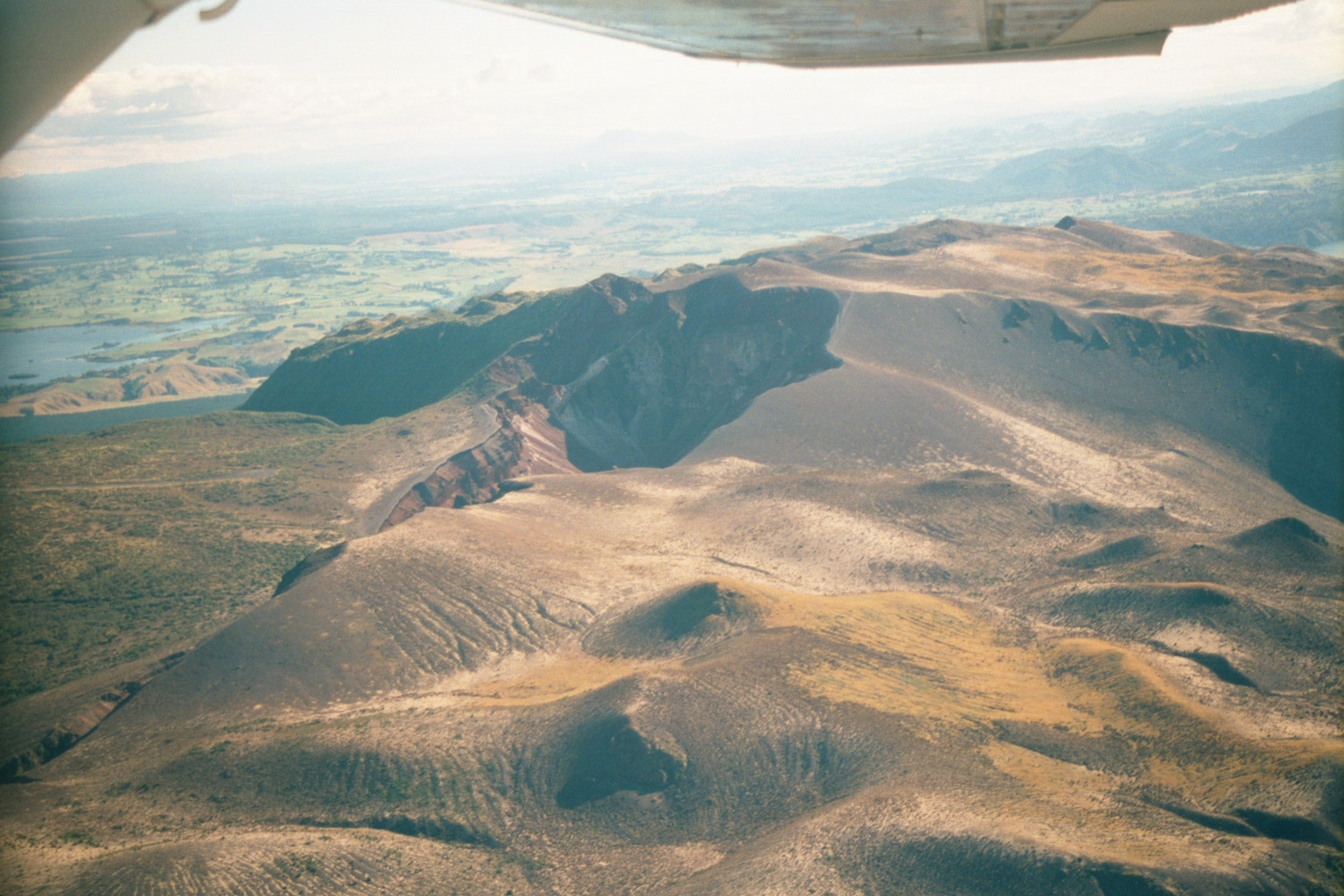
Der Mount Tarawera, aus dem Flugzeug besehen

Der Mount Tarawera ist ein Vulkan im Distrikt Rotorua Lakes der Region Bay of Plenty auf der Nordinsel von Neuseeland. Er ist Teil des Ōkataina Volcanic Centre.

## Geographie
Der Vulkan befindet sich etwa 24 km südostöstlich von Rotorua und 23 km südwestlich von Kawerau an der Südostseite des Lake Tarawera. Zwei weitere Seen, der Lake Rotomahana und der Lake Rerewhakaaitu liegen an der Südwest- bzw. Südseite des Vulkans.

## Geschichte
In den frühen Morgenstunden des 10. Juni 1886 brach der Tarawera mit Erdbeben und einer Aschewolke, die bis zu 10 km in die Höhe reichte, aus. In nur sechs Stunden des Ausbruchs wurden Dörfer, Hotels, Farmen und Wälder ringsum unter Gestein und Schlammströmen begraben. Schätzungsweise 120 Menschen kamen ums Leben. Der Ausbruch hinterließ einen rund 17 km langen Riss in der Erde. Die seinerzeit als Touristenziel bekannten Pink and White Terraces wurden durch den Ausbruch vollständig zerstört und das Waimangu Valley mit dem zwischen 1900 und 1904 aktiven Waimangu Geyser neu geschaffen.

## Beschreibung
Der ursprüngliche Gipfel des Vulkans brach bei der Eruption im Juni 1886 auf und bildete die drei Gipfel, Ruawahia Peak, Tarawera Peak und Wahanga Peak. Der höchste Teil des Vulkans liegt 1111 m über dem Meeresspiegel. Der Krater wird durch viele Spalten und Klüfte gebildet und zieht sich über sechs Kilometer von Nordosten nach Südwesten.

## Tourismus
Der Mount Tarawera kann auf 4,5-stündigen, geführten Touren besichtigt werden, ebenso wie die Überreste des von der Asche des Vulkans verschüttete und wieder freigelegte Māori-Dorf Te Wairoa, das in Neuseeland als The Buried Village bekannt ist. Dort befindet sich auch ein Museum.